# Dolní Morava
Dolní Morava település Csehországban, az Ústí nad Orlicí-i járásban. Dolní Morava Malá Morava, Staré Město és Králíky településekkel határos. Lakosainak száma 430 fő (2024. január 1.).

## Népesség
A település lakosságának változását az alábbi diagram mutatja:
| Lakosok száma | 1041 | 1048 | 714  | 439  | 322  | 300  | 300  | 390  | 407  | 430  |
|               | 1869 | 1890 | 1921 | 1950 | 1980 | 2001 | 2017 | 2019 | 2022 | 2024 |